# Weilerswist
Weilerswist (vaɪ̯lɐ'sfɪst) – miejscowość i gmina w Niemczech zachodnich, w kraju związkowym Nadrenia Północna-Westfalia, w rejencji Kolonia oraz w powiecie Euskirchen.
Główna miejscowość gminy Weilerswist powstała w 1310 roku i znajduje się w obszarze historycznego miasta Brühl, na zachodzie wyżyny Ville u podnóża pasma górskiego Eifel i przy rzece Erft, lewego dopływu Renu. Charakterystyczne dla panoramy gminy są poza tym stare dwory rolnicze, domy szachulcowe i zamki wodne. Przez Weilerswist przebiega z północnego zachodu na południowy wschód niemiecka Autostrada A61, przy której się różne przedsiębiorstwa branży transportowej i logistycznej umiejscowiły, w tym serwisy, spedycje i magazyny. Były niemiecki piłkarz i mistrz świata w 1990 roku Pierre Littbarski mieszkał w latach dziewięćdziesiątych w Weilerswist.

## Podział
Gmina Weilerswist jest podzielona w piętnaście dzielnic:
- Bodenheim
- Derkum
- Großvernich
- Hausweiler
- Horchheim
- Kleinvernich
- Lommersum
- Metternich
- Müggenhausen
- Neuheim
- Neukirchen
- Ottenheim
- Schneppenheim
- Schwarzmaar
- Weilerswist